# Volutopsius fragilis
Volutopsius fragilis är en snäckart som först beskrevs av Dall 1891.  Volutopsius fragilis ingår i släktet Volutopsius och familjen valthornssnäckor. Inga underarter finns listade i Catalogue of Life.